# Hipismo nos Jogos Olímpicos de Verão da Juventude de 2010
As competições de hipismo nos Jogos Olímpicos de Verão da Juventude de 2010 foram disputadas entre 18 e 24 de agosto na Singapore Turf Club Riding Centre, em Singapura.
Apenas a modalidade de saltos foi realizada, nas disputas individual e por equipes. A prova por equipes consistiu de seis times, cada um com cinco duplas de diferentes Comitês Olímpicos Nacionais, representando um continente. Todos os cavalos foram disponibilizados pelo comitê organizador dos Jogos de Singapura e entregues aos competidores após um sorteio.

## Eventos
- Saltos individual
- Saltos por equipes

## Calendário
| Agosto  | 14 | 15 | 16 | 17 | 18 | 19 | 20 | 21 | 22 | 23 | 24 | 25 | 26 |
| ------- | -- | -- | -- | -- | -- | -- | -- | -- | -- | -- | -- | -- | -- |
| Hipismo |    |    |    |    |    |    | 1  |    |    |    | 1  |    |    |

|  | Dia de competição |  | Dia de final |

## Medalhistas
| Evento                      | Ouro | Prata | Bronze |
| --------------------------- | --- | --- | --- |
| Saltos individual detalhes  | Marcelo Chirico URU Uruguai | Mario Gamboa COL Colômbia | Dalma Rushdi Malhas KSA Arábia Saudita                                                                                               |
| Saltos por equipes detalhes | Europa SUI Martin Fuchs POL Wojciech Dahlke ITA Valentina Isoardi GBR Carian Scudamore BEL Nicola Philippaerts IOC Equipes internacionais | Australásia HKG Jasmine Zin Man Lai NZL Jake Lambert CHN Xu Zhengyang OMA Sultan Al Tooqi AUS Thomas McDermott IOC Equipes internacionais | África ZIM Yara Hanssen ALG Zakaria Hamici LBA Abduladim Mlitan EGY Mohamed Abdalla RSA Samantha McIntosh IOC Equipes internacionais |

## Quadro de medalhas
| Ordem | País                       | Medalha de ouro | Medalha de prata | Medalha de bronze |   |
| ----- | -------------------------- | --------------- | ---------------- | ----------------- | - |
| –     | IOC Equipes internacionais | 1               | 1                | 1                 | 3 |
| 1     | URU Uruguai                | 1               |                  |                   | 1 |
| 2     | COL Colômbia               |                 | 1                |                   | 1 |
| 3     | KSA Arábia Saudita         |                 |                  | 1                 | 1 |
| TOTAL | TOTAL                      | 2               | 2                | 2                 | 6 |